# Lord marszałek
Lord marszałek (ang. Earl Marshal) – ósmy urząd w hierarchii wielkich urzędników państwowych (Great Officers of State) w Wielkiej Brytanii. W średniowieczu jego obowiązkiem było opiekowanie się stajniami królewskimi. Obecnie lord marszałek odpowiada, między innymi, za organizację uroczystości koronacyjnych i pogrzebów państwowych.

## Lista lordów marszałków
- 1135–1148: Gilbert de Clare, 1. hrabia Pembroke
- 1148–1176: Richard de Clare, 2. hrabia Pembroke
- 1176–1199: John Marshal
- 1199–1219: William Marshal, 1. hrabia Pembroke
- 1219–1231: William Marshal, 2. hrabia Pembroke
- 1231–1234: Richard Marshal, 3. hrabia Pembroke
- 1234–1242: Gilbert Marshal, 4. hrabia Pembroke
- 1242–1245: Walter Marshal, 5. hrabia Pembroke
- 1245–1245: Anselm Marshal, 6. hrabia Pembroke
- 1245–1269: Roger Bigod, 4. hrabia Norfolk
- 1269–1307: Roger Bigod, 5. hrabia Norfolk
- 1307–1308: Robert Clifford
- 1308–1315: Nicholas Segrave, lord Segrave
- 1315–1338: Thomas Brotherton, hrabia Norfolk
- 1338–1377: Margaret, księżna Norfolk
- 1377–1377: Henry Percy, lord Percy
- 1377–1383: John Fitzalan, lord Maltravers
- 1383–1397: Thomas Mowbray, 1. hrabia Nottingham
- 1397–1398: Thomas Mowbray, 1. książę Norfolk
- 1398–1399: Thomas Holland, książę Surrey
- 1400–1412: Ralph Neville, 1. hrabia Westmorelandu
- 1412–1432: John Mowbray, 2. książę Norfolk
- 1432–1461: John Mowbray, 3. książę Norfolk
- 1461–1476: John Mowbray, 4. książę Norfolk
- 1476–1483: Ryszard Shrewsbury, 1. książę Yorku
- 1483–1485: John Howard, 1. książę Norfolk
- 1486–1497: William Berkeley, 1. hrabia Nottingham
- 1497–1509: Henryk Tudor, 1. książę Yorku
- 1509–1524: Thomas Howard, 2. książę Norfolk
- 1524–1547: Thomas Howard, 3. książę Norfolk
- 1547–1549: Edward Seymour, 1. książę Somerset
- 1549–1553: John Dudley, 1. książę Northumberland
- 1553–1554: Thomas Howard, 3. książę Norfolk
- 1554–1572: Thomas Howard, 4. książę Norfolk
- 1572–1590: George Talbot, 6. hrabia Shrewsbury
- 1597–1601: Robert Devereux, 2. hrabia Essex
- 1603–1603: Edward Somerset, 4. hrabia Worcester
- 1622–1646: Thomas Howard, hrabia Arundel i Surrey
- 1646–1652: Henry Howard, hrabia Arundel i Surrey
- 1661–1662: James Howard, 3. hrabia Suffolk
- 1672–1684: Henry Howard, 6. książę Norfolk
- 1684–1701: Henry Howard, 7. książę Norfolk
- 1701–1732: Thomas Howard, 8. książę Norfolk
- 1732–1777: Edward Howard, 9. książę Norfolk
- 1777–1786: Charles Howard, 10. książę Norfolk
- 1786–1815: Charles Howard, 11. książę Norfolk
- 1815–1842: Bernard Howard, 12. książę Norfolk
- 1842–1856: Henry Howard, 13. książę Norfolk
- 1856–1860: Henry Fitzalan-Howard, 14. książę Norfolk
- 1860–1917: Henry Fitzalan-Howard, 15. książę Norfolk
- 1917–1975: Bernard Fitzalan-Howard, 16. książę Norfolk
- 1975–2002: Miles Stapleton-Fitzalan-Howard, 17. książę Norfolk
- od 2002: Edward Fitzalan-Howard, 18. książę Norfolk